# 크레모나

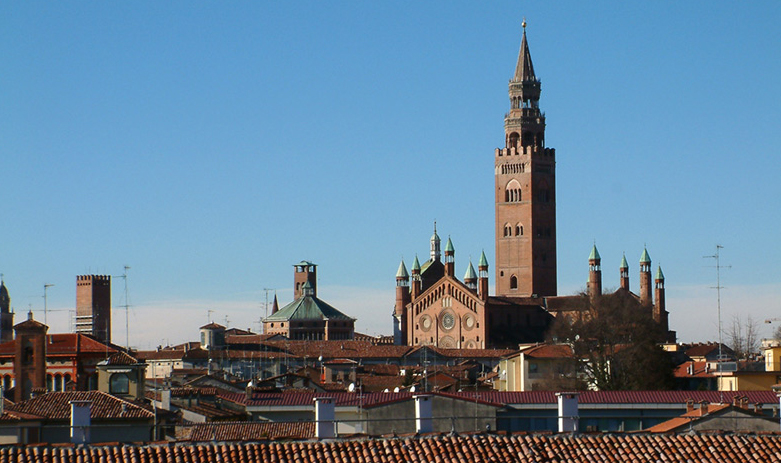

크레모나(Cremona)는 이탈리아 롬바르디아주 포강변에 있는 작은 도시이다. 인구는 7만여 명이다. 스트라디바리, 과르넬리, 아마티 등 현악기 역사상 최고의 명품들이 만들어진 곳으로 세계적으로 널리 알려져 있다. 음악사적으로도 중요한데 이탈리아 바로크 오페라사에서 가장 중요한 인물인 클라우디오 몬테베르디가 태어난 곳이기도 하다. 현재 크레모나에서는 클라우디오 몬테베르디를 기념하는 몬테베르디 페스티벌이 매년 열리고 있다.